# Edward Hald

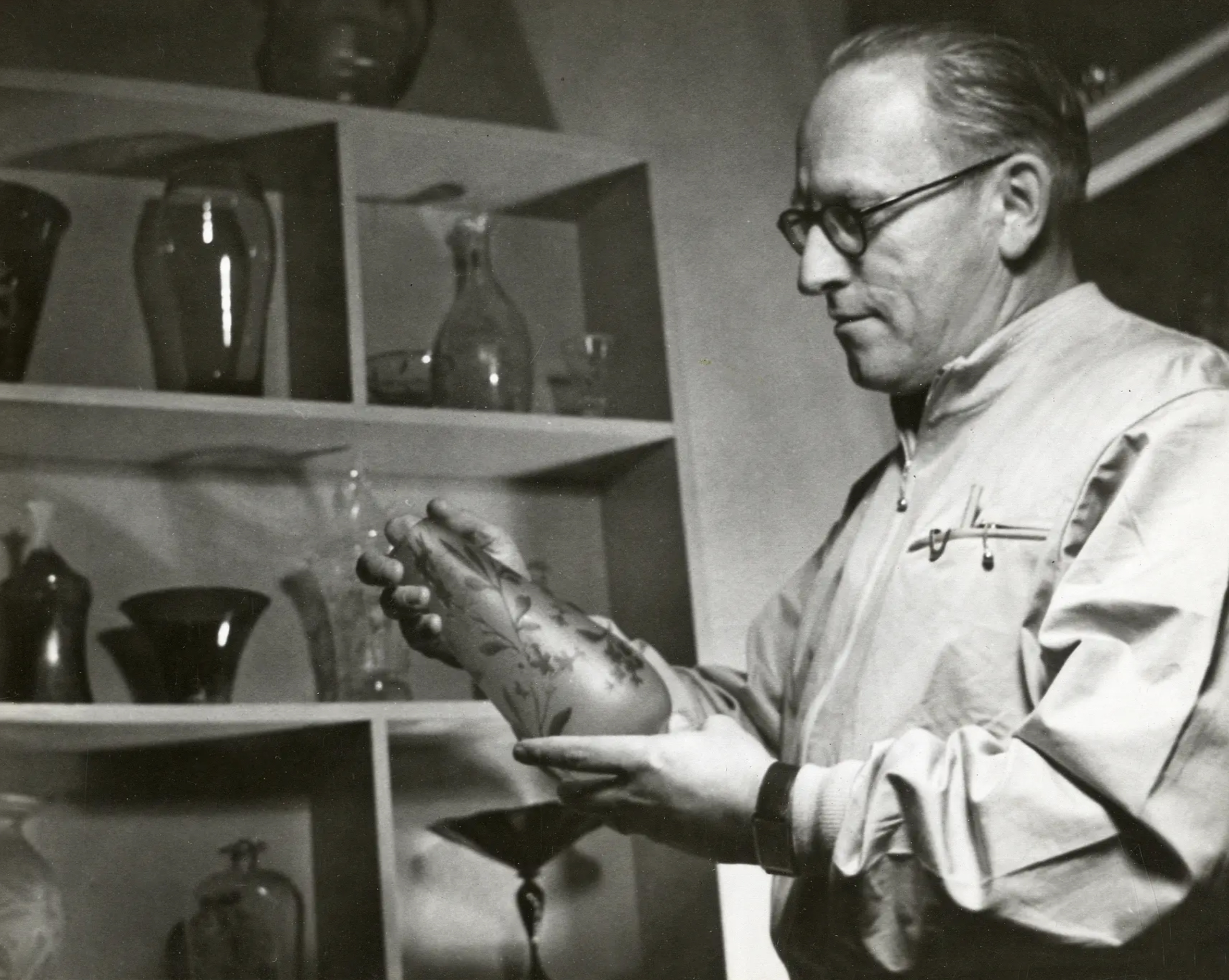
Edward Hald mit dem ersten Graalglas aus Orrefors eigenen Sammlungen, zirka 1938–1940.

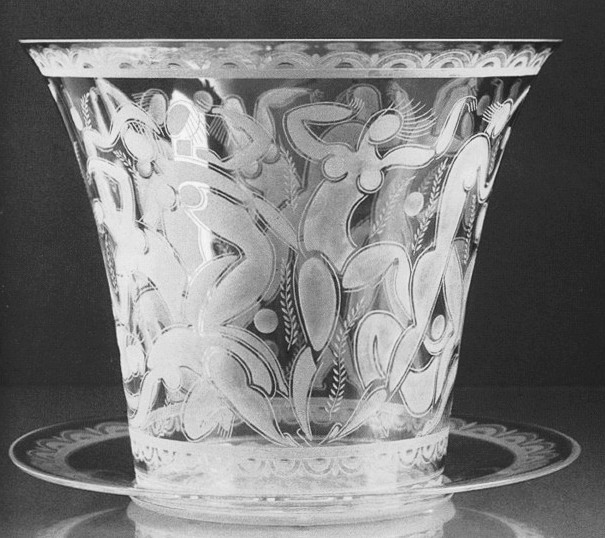
Edvard Halds Pokal Bollspelande flickor von 1919

Nils Tove Edward Hald (* 17. September 1883 in Stockholm; † 4. Juli 1980 ebenda) war ein schwedischer Maler, Grafiker und Glaskünstler.
Edward Hald studierte an der Handelshochschule Leipzig und widmete sich auch Architekturstudien. Seine künstlerische Ausbildung erhielt er bei Henri Matisse in Paris. Zunächst arbeitete Hald bei der Manufaktur Rörstrand, wo er Geschirr entwarf und entscheidend am Erfolg der Firma bei der Heimausstellung 1917 in Stockholm beteiligt war.
Im Jahr 1917 kam er zur Glashütte Orrefors, wo er sowohl Kunstglas als auch Gebrauchsglas entwarf. Zusammen mit seinem gleichaltrigen Kollegen Simon Gate und dem Glasbläser Knut Bergqvist entwickelte er das so genannte Graalglas (graal vom lateinischen gradalis, Pokal). Hierbei wird mehrschichtiges Glas in unterschiedlichen Farben nach der Kühlung durch Gravieren, Schleifen oder Sandstrahlen weiterbearbeitet, wodurch farbige Muster und Reliefs entstehen. Danach wird das Glas erneut erwärmt und bekommt eine zusätzliche Schicht Klarglas. Schließlich wird es in seine endgültige Form geblasen. Graal ist ein von Orrefors eingetragenes Warenzeichen.
Seinen internationalen Durchbruch erzielte Edward Hald zusammen mit Simon Gate und der Glashütte Orrefors 1925 in Paris auf der Exposition internationale des Arts Décoratifs et industriels modernes. Die vielen zierlichen und graziösen Arbeiten schwedischer Künstler dieser Zeit führten zum Begriff Swedish grace, der schwedischen Variante der Art déco.
Ein Beispiel für Halds graziöse, elegante und Matisse-inspirierte Glaskunst war der Pokal „Ballspielende Mädchen“ (Bollspelande flickor) von 1919 und die „Feuerwerkschale“ (Fyrverkeriskålen) von 1921. Edward Hals Meisterwerk und Höhepunkt seiner Karriere war jedoch der „Himmelsglobus“ (Himmelsgloben), ein 53 cm hoher Glasglobus mit gravierten Sternbildern, der für die Stockholmer Ausstellung 1930 geschaffen wurde, heute zu sehen im Nationalmuseum in Stockholm. Im Schatten der Weltwirtschaftskrise Anfang der 1930er Jahre übernahm Hald die Betriebsleitung von Orrefors (1933–1944). Er war dabei zu einem Balanceakt zwischen ökonomischen und künstlerischen Interessen gezwungen. Bis 1971 blieb er dem Unternehmen verbunden.